# Otto Roehm
Otto Roehm (Hamilton, Ontário, 2 de agosto de 1882 — Buffalo, Nova Iorque, 29 de abril de 1958) foi um lutador de luta livre norte-americano.

## Carreira
Foi vencedor da medalha de ouro na categoria peso-leve em St. Louis 1904.